# 고시카촌 (미에현)
고시카촌(越賀村)은 미에현 시마군에 설치되었던 촌이다. 현재의 시마시에 해당한다.